# Эритритол
Эритритол, эритрит, эритрол, (2R,3S)-бутан-1,2,3,4-тетрол — пищевая добавка Е968 по Кодекс Алиментариус, органическое соединение, простейший четырёхатомный спирт (тетрит) с химической формулой C4H10O4. В природе (в растениях) встречается только один изомер — мезоэритрит, в продаже эритритол представлен смесью изомеров. В России, производителями и в розничной сети нередко реализуется под названием «дынный сахар», хотя в промышленных масштабах получается из дрожжей, а не из дынь.
По физическим и органолептическим свойствам — сладкие белые кристаллы, употребляется в пищу как подсластитель и применяется в стоматологии при гигиене полости рта.

## История обнаружения
Эритритол открыт в 1848 году шотландским химиком Джоном Стенхаусом (англ. John Stenhouse). Впервые это вещество было выделено в 1852 году, а в 1950 году было обнаружено в мелассе, ферментированной дрожжами.
В 1990-х годах эритритол стал продаваться в Японии под названием «сахарный спирт».

## Свойства

### Физические свойства
Эритритол при нормальных условиях — белые кристаллы без запаха. Его молярная масса равна 122,14 г/моль, он хорошо растворим в воде, растворим в спирте, нерастворим в органических растворителях и жирах, плавится при температуре 121,5 °C, кипит при 329—331 °C.

### Химические свойства
Известны три стереоизмерные формы эритрита: два треита — L-эритрит и D-эритрит, и мезоэритрит. Мезоэритрит — единственный из изомеров, обнаруженный в природе.

### Органолептические свойства
Эритритол имеет сладкий вкус, его сладость составляет от 60 до 80 % от сладости сахарозы.

## Получение
Эритритол получают либо восстановлением из эритрозы, либо окислением 2-бутен-1,4-диола перекисью водорода.

## Нахождение в природе
Мезоэритрит, единственный изомер эритрита, встречающийся в природе в свободном виде, был обнаружен в лишайнике Roccella tinctoria.

## Биологическая роль
Все изомеры эритритола в организме человека практически не метаболизируются, более 90 % выводятся в неизменном виде.
Эритрит также употребляется в качестве сахарозаменителя, но при этом следует учесть, что у него имеются побочные действия и рекомендуемое суточное потребление для мужчин до 0,66 грамм на килограмм веса, для женщин — до 0,8 г/кг.

## Применение
Эритритол используется как подсластитель в кондитерских изделиях.
Эритритол применяется в эндокринологии для предотвращения развития (прогрессирования) сахарного диабета и в стоматологии для защиты зубов от кариеса.